# Десятник, Андрей Петрович
Андрей Петрович Десятник — советский хозяйственный, государственный и политический деятель, Герой Социалистического Труда.

## Биография
Родился в 1917 году в Миргороде. Член КПСС.
С 1936 года — на хозяйственной, общественной и политической работе. В 1936—1972 гг. — зоотехник Миргородского районного земельного отдела, старший зоотехник совхоза «Политотделец» Новосибирской области, участник Великой Отечественной войны, участвовал в разгроме Квантунской армии в Маньчжурии, заведующий районным сельскохозяйственным отделом, заместитель председателя Балейского райисполком, председатель Чернышевского райисполкома, председатель ордена Ленина колхоза «Победа» села Ундино-Поселье Балейского р-на.
Указом Президиума Верховного Совета СССР от 8 апреля 1971 года присвоено звание Героя Социалистического Труда с вручением ордена Ленина и золотой медали «Серп и Молот».
Избирался депутатом Верховного Совета РСФСР 6-го созыва.
Умер в Балее в 1990 году.